# ARBV Simón Bolívar (BE-11)
El ARBV Simón Bolívar (BE-11), también conocido como El Embajador Sin Fronteras, es el buque escuela de la Armada de Venezuela.
Tiene por misión fundamental formar a los cadetes de la Escuela Naval de Venezuela y el aspecto de su misión internacional es el de vigorizar y proyectar la imagen naval de Venezuela, así como el de establecer y estrechar vínculos de amistad con las Armadas de otros países.
Cuenta con un aparejo tipo de bricbarca de tres mástiles, con un área de velamen de 1650 m² en un total de 23 velas.
Fue construido a pedido de la Armada de Venezuela en 1978, botado al agua el 21 de noviembre de 1979 afirmándose su Pabellón Nacional el 12 de agosto de 1980.
Es uno de los cuatro buques escuela de países americanos construidos en los Astilleros Celaya S.A. de Bilbao, además del Cuauhtémoc de México, BAE Guayas de Ecuador y ARC Gloria de Colombia.
El AB Simón Bolívar (BE-11) ha navegado trescientas noventa y tres mil cuarenta y cinco (393.045) millas náuticas desde su botadura, realizando treinta y un (31)cruceros de Instrucción al Exterior. El Buque Escuela AB Simón Bolívar (BE-11), además de ser el buque insignia de la Armada de la República Bolivariana de Venezuela. En el año 2002 por orden presidencial, este buque entró por primera vez en un proceso de mantenimiento mayor y reconstrucción de casco y estructura en Diques y Astilleros Nacionales C.A. (Dianca), con la finalidad de mejorar las condiciones de la unidad. Tras 6 años de mantenimiento fue botado a la mar en 2008.
El domingo 28 de febrero de 2009 vuelve a zarpar el buque escuela en misión de entrenamiento de cadetes de marina, acompañados de los mejores cadetes de las escuelas de formación del FANB.
Para celebrar el Bicentenario de la Independencia, participó en la  regata internacional Velas Sudamérica 2010 conjuntamente con los grandes buques veleros.

## Galería

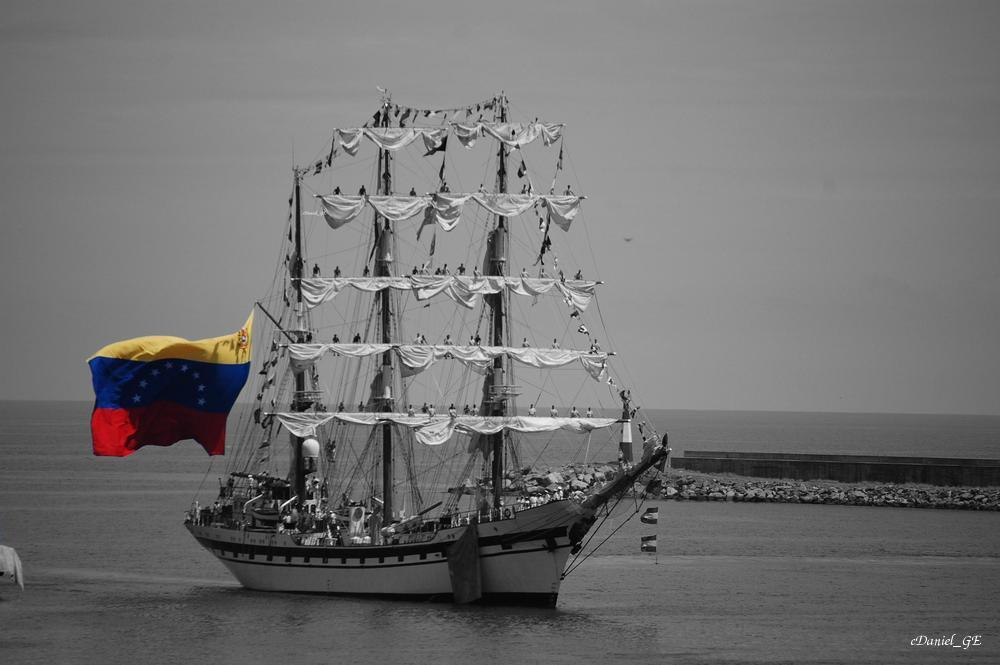
Buque Escuela Simón Bolivar
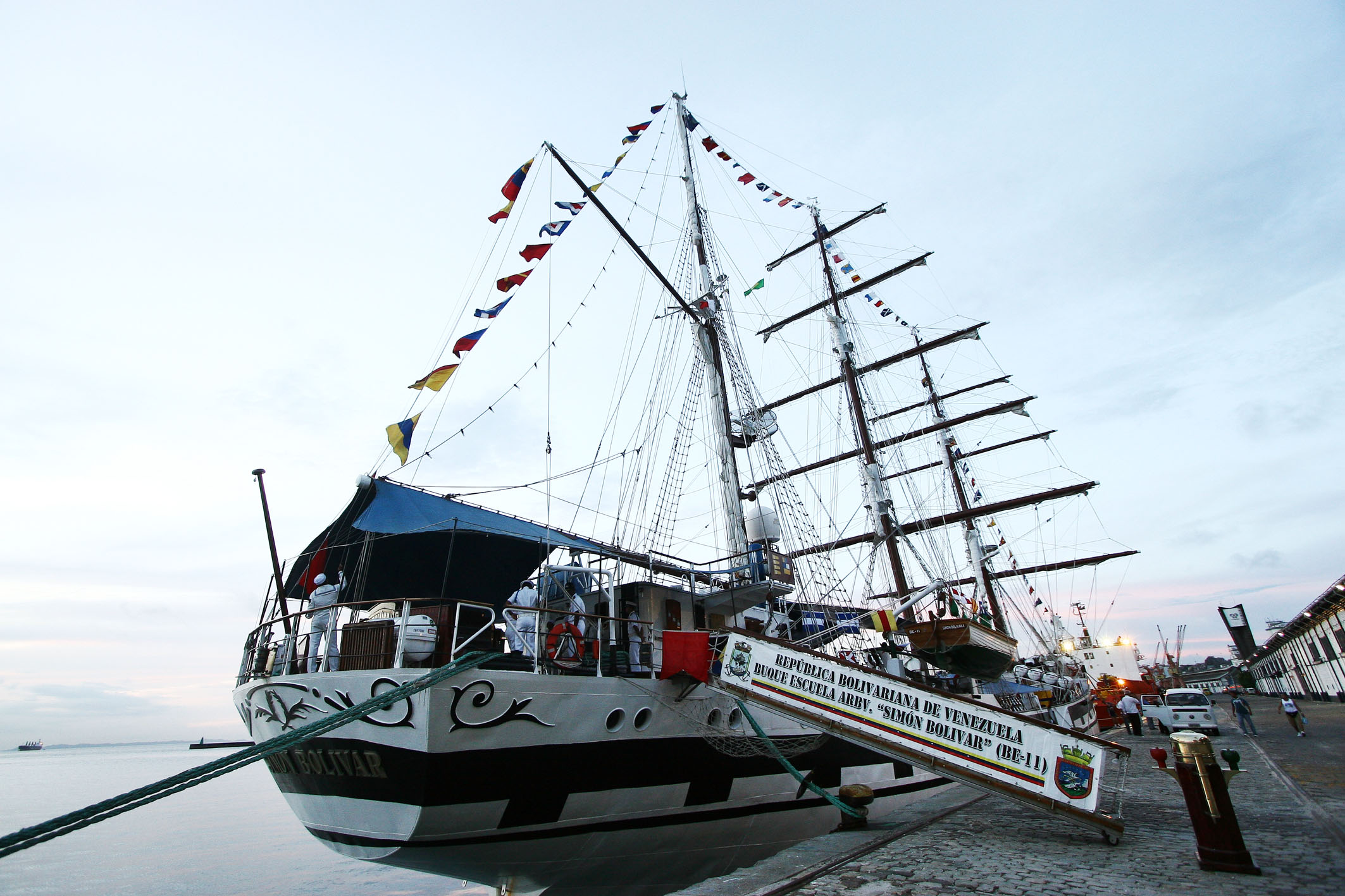
En Salvador de Bahía
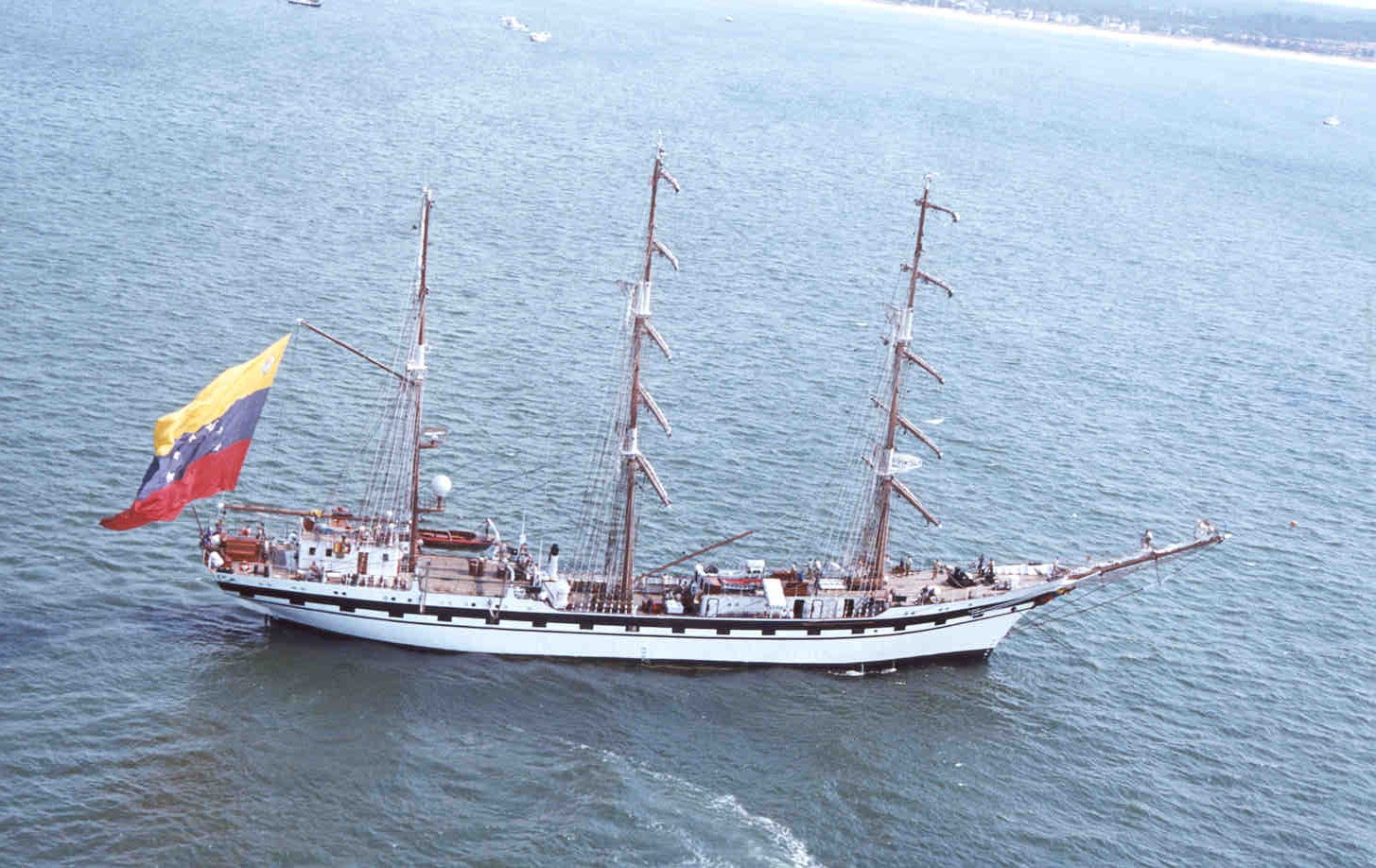
En navegación
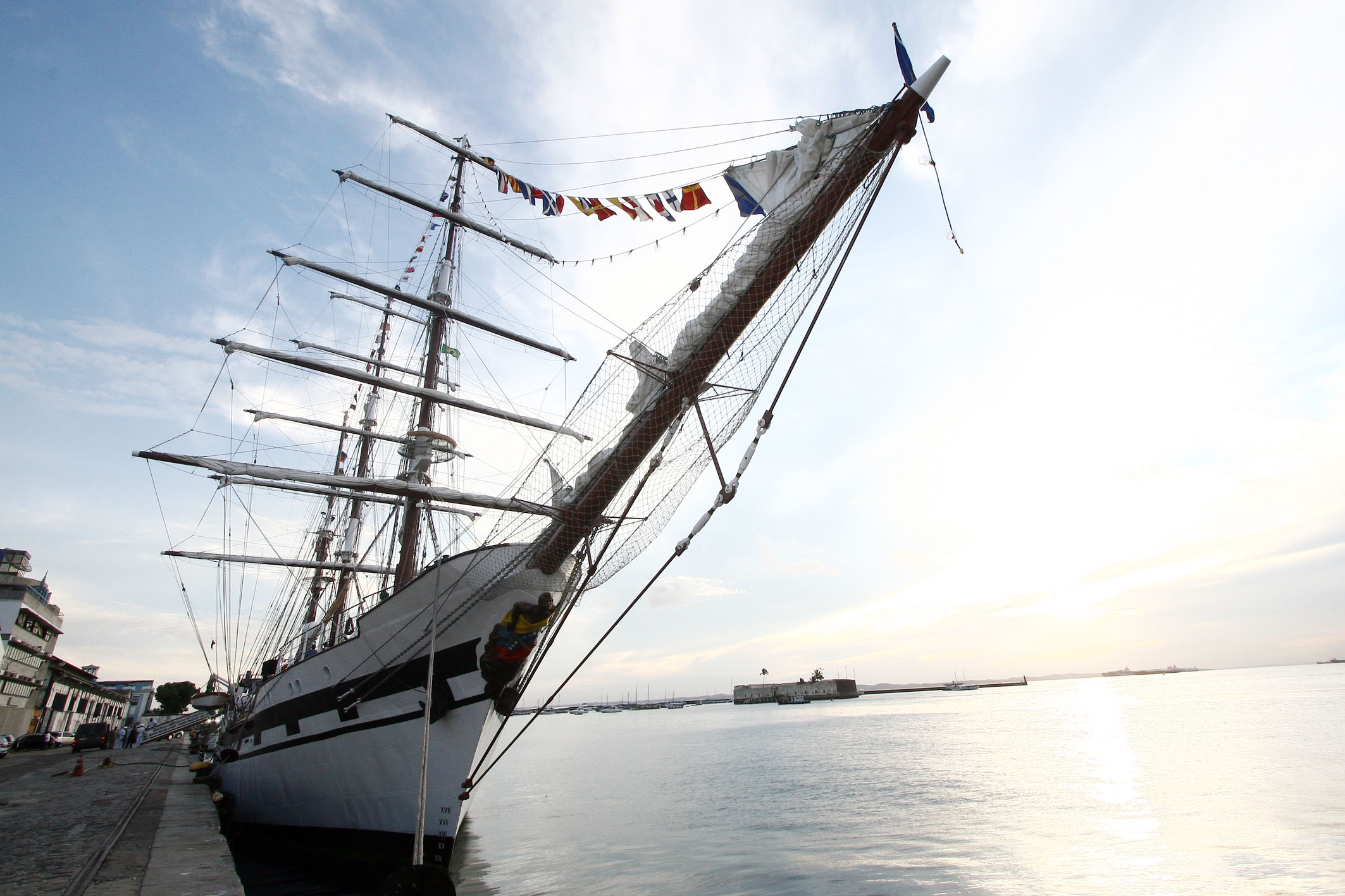
En Salvador de Bahía
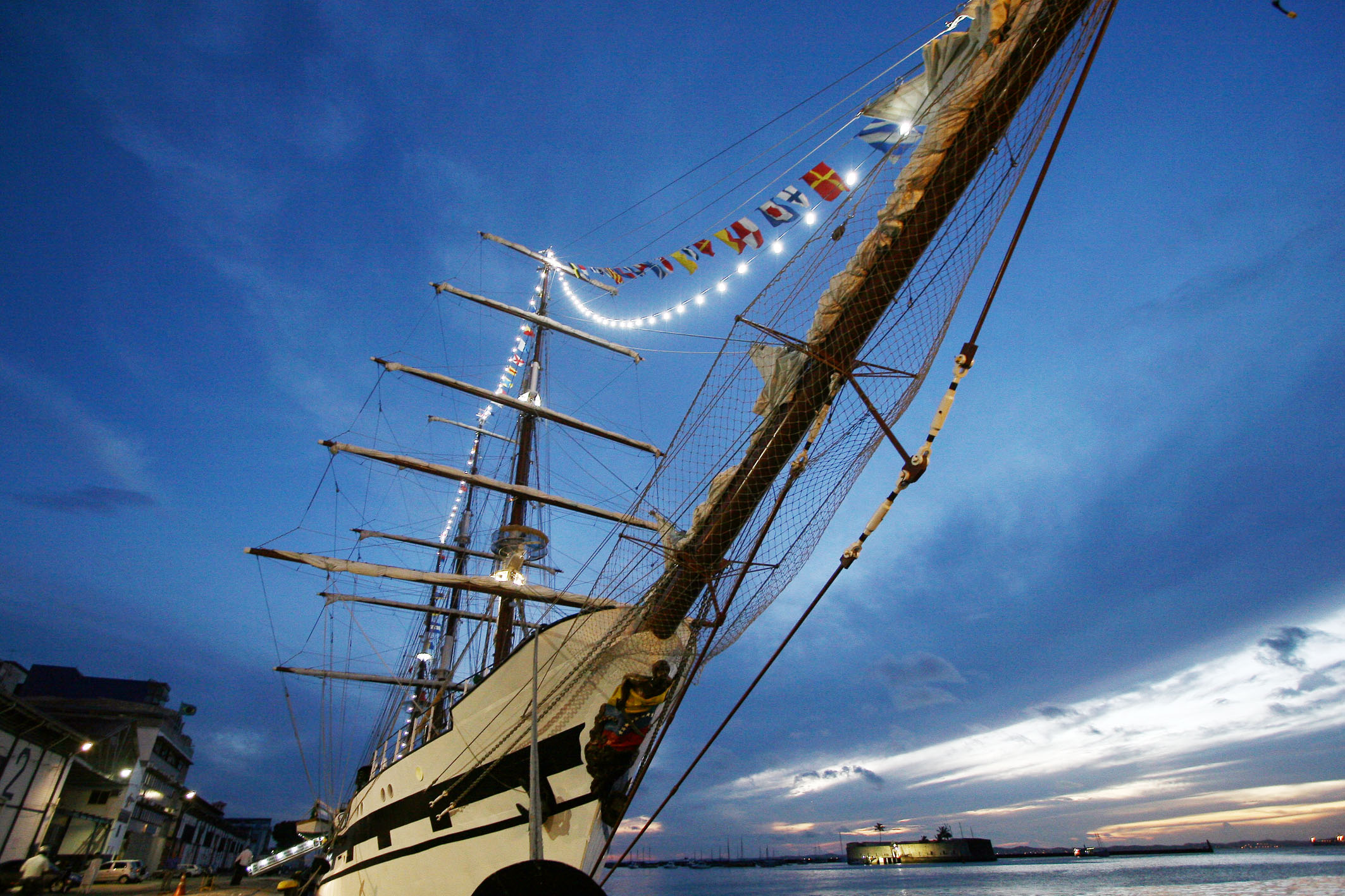
Detalle de la proa
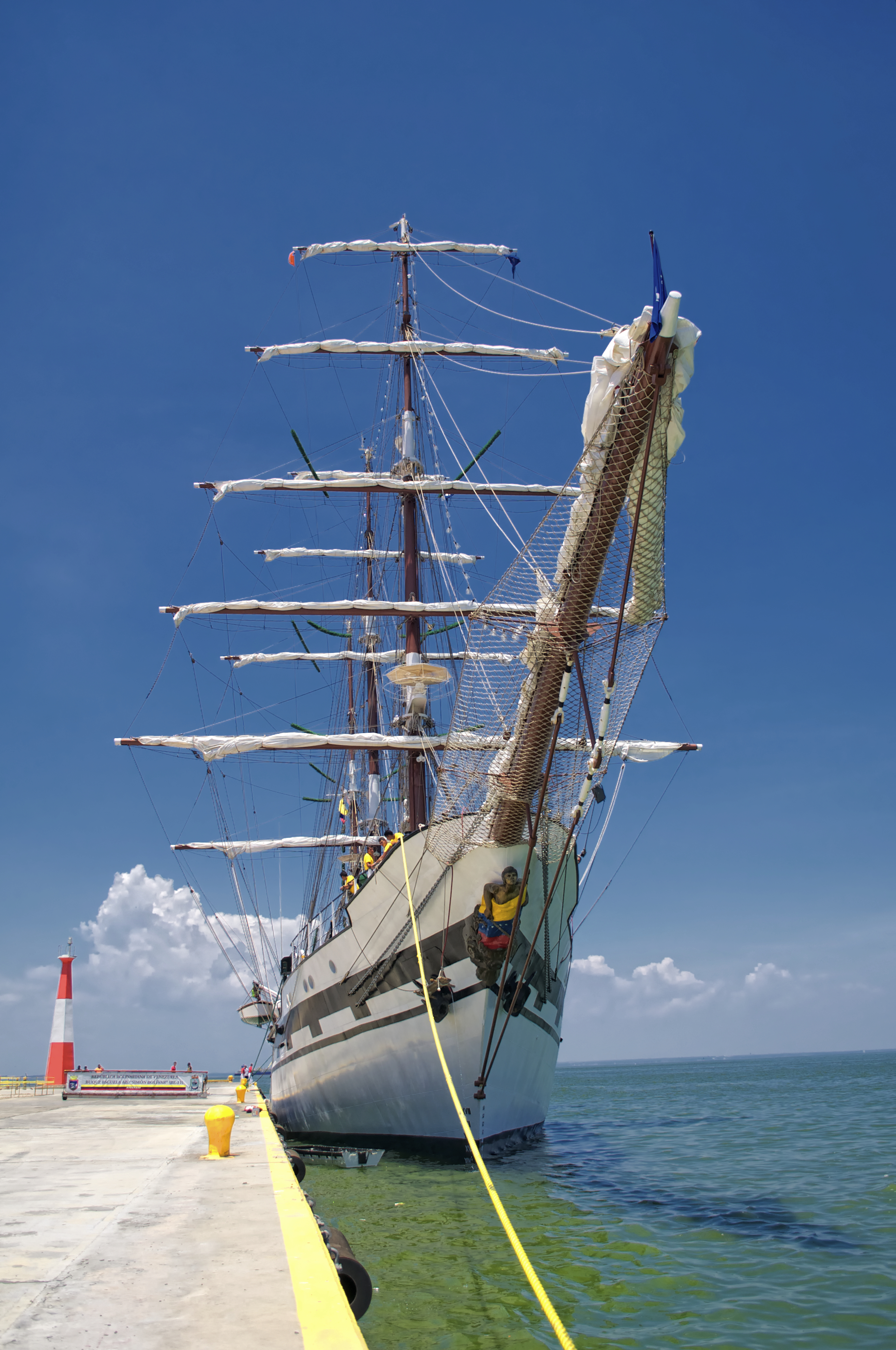
Vista lateral
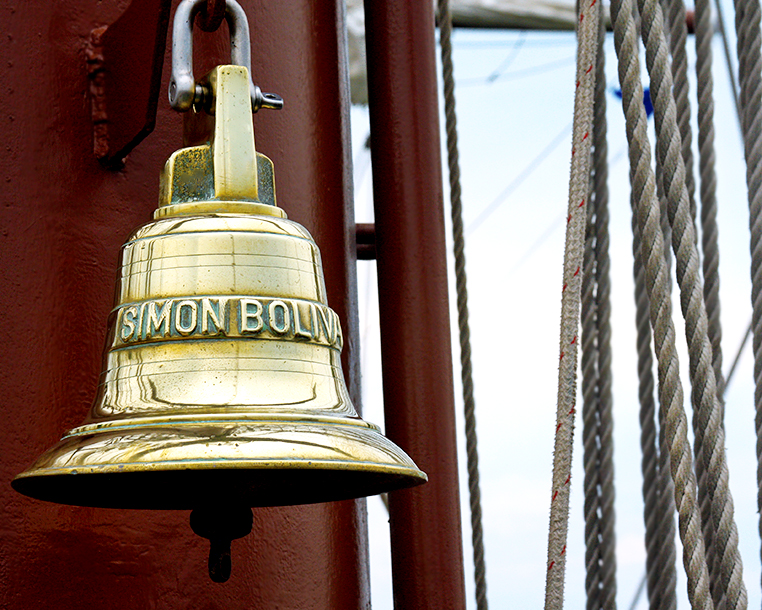
Detalle campana
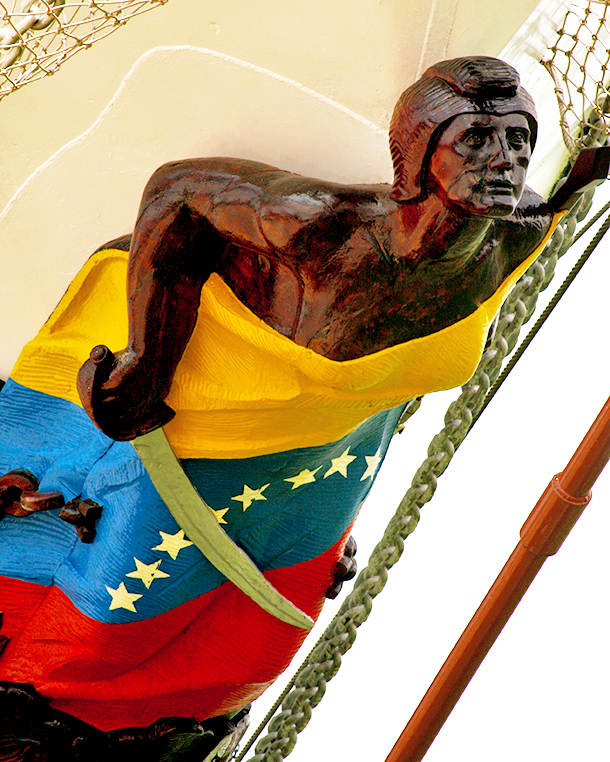
Mascarón de proa